# クレバス

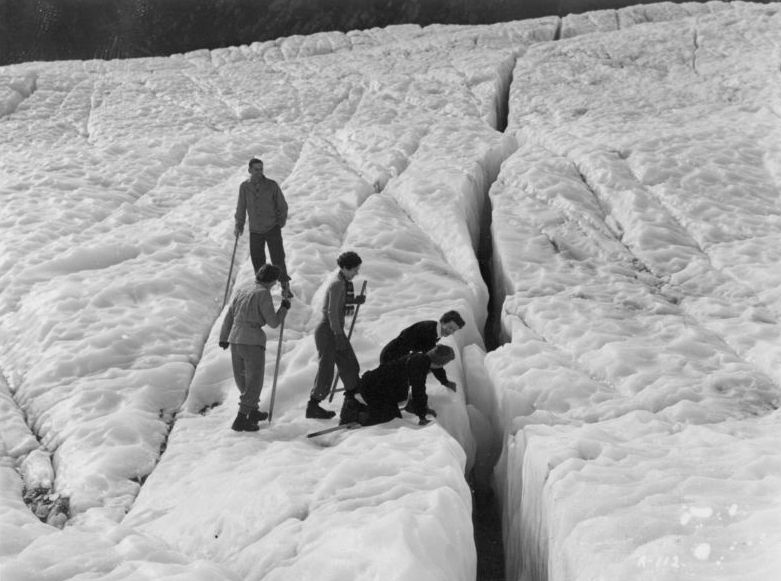
クレバスの地表面。雪などで覆われていない例。

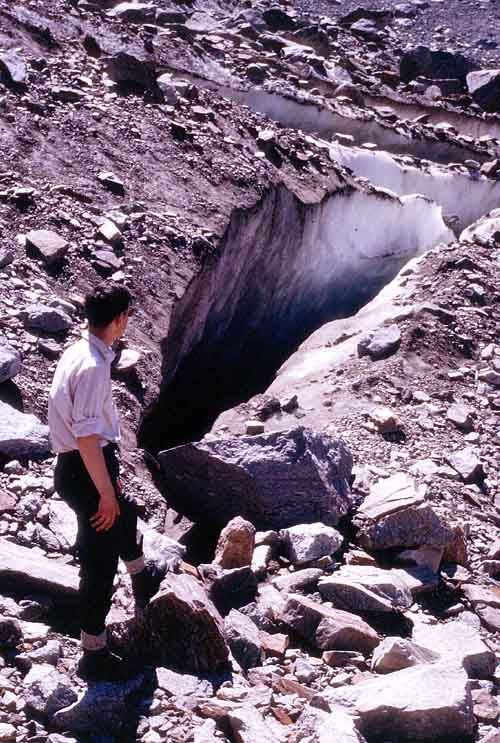
表面が氷河によって削り出された石に覆われた氷河にできたクレバスの例。

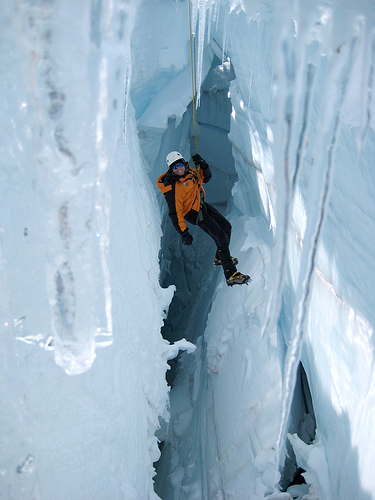
クレバスの中には、このようにツララが見られることもある。

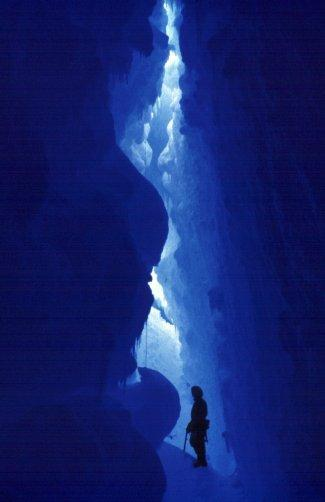
クレバスの底に降りて撮影された写真。

クレバス（英語: crevasse）とは、氷河や雪渓などに形成された深い割れ目のことである。片仮名表記ではクレヴァスとも書かれる。

## 形状
クレバスの壁面は垂直に近く、その幅は数センチメートルから数メートル程度と様々であり、底部までの距離は主に10メートル前後で時に数十メートルにも達し、壁面下部は雪が圧縮され固結した氷状となっている。
クレバス内には、氷が融解してできた水が流れている場合もある。
ヒドゥンクレバス（hidden crevasse）と呼ばれる隠れたクレバスがあり、基本的にクレバスの地表面が雪に覆い隠されて見えなくなっていることからクレバスの発見が非常に困難になり、事故が起きることもある。

## 事故例
クレバスに転落して負傷や死亡する事故はしばしば起きている。例として、1981年6月10日に天山山脈のボゴダ峰の氷河上で、京都山岳会登山隊の29歳の女性隊員が下山中に雪に覆われて隠れたクレバス（ヒドゥンクレバス）へと落下した。クレバスの上までクレバス内の彼女の声は聞こえても、数十メートル下の狭い隙間へ滑落した彼女に救出の手は届かず、最終的には彼女自ら生還を断念せざるを得なくなった。彼女の遺体は14年後の1995年に発見された。
オーストリアのチロル州では、1967年にクレバスに転落したドイツ人登山者の遺体が、50年以上経過した2024年に氷河の下流で発見されている。

## 安全対策
通常はクレバスを避けて移動するべきだが、もしもクレバスの上を越えなければならない場合は、安全対策を取った上で越えることが望ましい。例えば綱や梯子を渡してクレバスを越えるなどの方法が知られている。なお、極地方の気象研究などの調査目的や、滑落者の救助の際に必要になった場合など、クレバスの中へと降りることがあるものの、その際は落下対策として雪山の岩壁登山と同等の装備を要する。

## 季語
季語としてのクレバスは、夏の季語（晩夏の季語）。分類は地理。詳しくは、親季語である「雪渓」を参照のこと。

## その他
- 登山中に死亡した場合で遺体の回収が困難な場合は、クレバスに埋葬されることが習慣となっている。[6]